# Juan Diéguez Olaverri
Juan Diéguez Olaverri (26 de novembre de 1813, Huehuetenango - 28 de juny de 1866, ciutat de Guatemala), poeta guatemalenc. La seua obra està integrada per 54 poemes originals.

## Vida
Estudià en el Col·legi Seminari i posteriorment va ingressar a la Universitat de San Carlos i a l'Acadèmia d'Estudis, on va obtenir la seua llicenciatura en lleis en 1836. Els seus pares foren el Llic. don José Domingo Diéguez, advocat i literat la qualitat del qual signe l'acta d'independència del Regne de Guatemala en 1821 i donya María Josefa de Olaverri i Lara. Fou nomenat jutge de primera instància en el Departament de Sacatepéquez i en 1844 va ocupar igual càrrec en la capital.
Fou exiliat a Mèxic pel govern de Rafael Carrera a qui volien donar mort un grup de joves dins dels quals estaven els germans Olaverri. Sentint en aquest exili gran amor per la seua pàtria va escriure la seua més famós poema "A los Cuchumatanes" on evoca a la seua pàtria i els més bells paisatges de Huehuetenango, un mirador d'aquest departament duu el seu nom, on el poeta anava a inspirar-se mirant la cadena muntanyenca, així com els volcans Tacaná, Tajumulco, Santa María, Atitlán i altres.

## Obra
- A la Memoria del retratista Don Francisco Cabrera
- Treinta y Nueve Años
- A mi Hermano Manuel
- A mi Hija María muerta al nacer
- Oda a la Independencia
- La Lucernita y el Sapo
- El Verano de Guatemala
- Chinautla
- El Cuento de Juanita
- A los Cuchumatanes